# Philippe Vardon
Pour les articles homonymes, voir Vardon.
Philippe Vardon, né le 2 septembre 1980 à Nice, est un activiste et homme politique français.
Il fait ses débuts comme responsable du Bloc identitaire et de son antenne niçoise Nissa Rebela. Passé au Rassemblement bleu Marine en 2013, puis au Front national, devenu Rassemblement national (RN), il est conseiller régional de Provence-Alpes-Côte d'Azur depuis 2016 et membre du bureau national du parti de 2018 à 2021. Il se présente comme tête de liste aux élections municipales à Nice en 2008, 2014 et 2020, ainsi qu'aux élections sénatoriales de 2020 dans les Alpes-Maritimes.
Il quitte le RN pour rejoindre le parti d'Éric Zemmour, Reconquête, en novembre 2022. Il s'écarte de Reconquête au cours des élections législatives de 2024 et Marion Maréchal lui confie la direction opérationnelle de son parti Identité-Libertés (IDL) en décembre 2024.

## Famille, études et vie privée
Issu d'une « vieille famille niçoise », Philippe Vardon-Raybaud est né le 2 septembre 1980 à Nice. Son père a longtemps été militant FN. Il a un frère cadet, Benoît, qui appartient également aux Identitaires. Une vidéo le montre à l'âge de 15 ans en train de chanter le morceau La Zyklon Army pendant un concert du groupe néonazi Evil Skins.
Il est titulaire d'un diplôme d'études supérieures spécialisées (DESS) en science politique,.
Il est l'époux de Loriane Schoch, ancienne collaboratrice parlementaire de Marie-Christine Arnautu et candidate sur sa liste aux élections municipales de 2014 à Nice,,.

## Parcours politique

### Débuts
Il fréquente un temps le FNJ, le mouvement de jeunesse du FN, et le Renouveau étudiant niçois, une organisation étudiante d'extrême droite. Il est également proche pendant une courte période du MNR de Bruno Mégret, où il rencontre Nicolas Bay.

### Figure de l'extrême droite radicale
Il rejoint ensuite Unité radicale et crée l’Union de défense des étudiants nationalistes. Il se définit alors comme pro-européen et régionaliste, et cite le nazi belge Léon Degrelle dans son « panthéon idéologique ». Réputé violent, il fait un séjour en prison. Il est également chanteur du groupe de rock identitaire Fraction de 1998 à 2007, dont l'histoire est, selon Marine Turchi de Mediapart, « ponctuée d’allusions antisémites, de sa création (il est né en 1994 de la fusion de deux groupes, Septembre noir, en référence au commando palestinien qui a tué des athlètes israéliens aux Jeux olympiques de Munich en 1972, et Freikorps, du nom des corps francs allemands de l’entre-deux-guerres) à son logo (inspiré de celui du Front noir, scission révolutionnaire et anticapitaliste du Parti national-socialiste des travailleurs allemands), en passant par son répertoire de chansons »,. En 1998, il apparaît avec son groupe dans un documentaire d'Arte, en compagnie d'individus exécutant le salut nazi. Interrogé en 2023 à ce sujet, il indique qu’il avait à l’époque « 15 ans » et qu’il en a aujourd’hui « 43 » : « Est-ce que c’est une erreur ? Oui. Est-ce que je le regrette ? Oui. Est-ce que je rejette toute forme d’antisémitisme ? Oui. J’ai déjà eu souvent l’occasion de le dire, je le répète ».
Après l'éclatement d'Unité radicale, il fonde Nissa Rebela. Il est présent dans les médias pour parler des identitaires,. Il organise avec son mouvement des distributions de soupe au porc pour en exclure les musulmans, change le nom des rues du centre-ville de Nice en « rue de la Lapidation » ou « rue de la Burqa ». Ses actions médiatiques le font connaitre localement.
Localement, il s'oppose à de nombreuses reprises aux positions du maire de Nice Christian Estrosi, notamment sur la question du financement des mosquées,. En 2008, la liste qu'il conduit lors des élections municipales obtient, au premier tour, 3,03 % des suffrages exprimés.
En 2012, il est convoqué devant le tribunal de police de Nice pour répondre du chef de violence contre un responsable du Front national de la jeunesse. Selon lui, c'était un « stupide accrochage dans le cadre des élections cantonales »,.

### Adhésion au Rassemblement bleu Marine
En 2013, il quitte le Bloc identitaire, qu'il a cofondé en 2003 — notamment avec Fabrice Robert — après la dissolution d'Unité radicale,, et décide d'adhérer au Rassemblement bleu Marine, mais Marine Le Pen ne souhaite pas qu'il obtienne sa carte, Philippe Vardon annonce qu'il n'encaissera pas le chèque de remboursement. Selon Gilbert Collard, « c'est par erreur que Philippe Vardon a reçu une carte du Rassemblement Bleu Marine. Le bureau du RBM n'a pas validé la demande d'adhésion de Philippe Vardon ». La présidente du FN accepte finalement mais « du bout des lèvres » l'adhésion de Philippe Vardon.
Il recueille 4,4 % des suffrages aux municipales de 2014 à Nice sous ses propres couleurs.
Adepte de la théorie du grand remplacement, il est l'auteur du livre L’imam Estrosi, demain à Nice 20 mosquées ?. Il prône aussi la remigration.

### Conseiller régional de Provence-Alpes-Côte d'Azur et cadre du FN-RN

#### Élection comme conseiller régional puis adhésion au FN
Lors des élections régionales de 2015, il est élu conseiller régional de Provence-Alpes-Côte d'Azur sur la liste de Marion Maréchal dans les Alpes-Maritimes en 5e position. Il adhère au FN après avoir été élu. L'historien Stéphane François estime alors que son parcours et son engagement radical peuvent « nuire à la stratégie de respectabilité de Marine Le Pen », ajoutant qu'il « a abandonné la violence et, en privé, il fait le constat que le militantisme violent ne mène à rien ».
En mars 2017, lors d'une séance du conseil régional, Christian Estrosi met en cause Marion Maréchal pour ses « accommodements » avec certains de ses proches, dont Philippe Vardon : « Les saluts nazis de M. Vardon, Mme [Marion Maréchal], vous vous en accommodez ! Les chants xénophobes de M. Vardon, Mme Le Pen, vous vous en accommodez ! Les distributions de soupes au porc de M. Vardon, vous vous en accommodez, a lancé Christian Estrosi. La vérité Mme Le Pen, c'est que vous n'êtes pas républicaine. M. Vardon, c'est un héritier de Goebbels. M. Vardon a tout appris de lui et vous avec lui. » Philippe Vardon annonce, sur ses comptes Twitter et Facebook, qu'il a l'intention de porter plainte contre les propos de Christian Estrosi.
En septembre 2017, il devient vice-président du groupe FN au conseil régional de PACA.

#### Cadre du FN-RN
Il est conseiller en communication de Nicolas Bay au Parlement européen. D'après Mediapart, il inspire les notes hebdomadaires rédigées par le secrétariat général du FN en direction de ses militants — ce que l'intéressé et Nicolas Bay démentent. Par ailleurs, il facture 1 500 euros par mois ses conseils en communication pour le journal municipal de Fréjus, commune remportée en 2014 par David Rachline.
Le 15 mars 2017, C8 diffuse un reportage dans lequel Benoît Loeuillet (conseiller régional FN) tient des propos révisionnistes. Philippe Vardon y apparaît également, et considère « inquiétant que tous les mecs qui [lui] serrent la main, [soient] noirs ». Benoît Loeuillet est suspendu par le parti d'extrême droite, aucune sanction n'est envisagée contre Philippe Vardon. Gilbert Collard réagit en déclarant qu'une enquête interne sera ouverte sur la section de Nice « mais, je vous en prie, sur la base de deux ou trois types qui disent des conneries, répréhensibles, dégueulasses, ne faites pas une vision générale. »,. Michel Thooris (ancien conseiller police de Marine Le Pen, membre du comité central du FN et président de l'Union des patriotes français juifs) considère que Philippe Vardon est la « tête pensante » d'un réseau idéologique nuisant « gravement à la candidature de Marine Le Pen à la présidence de la République ». Selon lui, les « réseaux Vardon/Loeuillet infiltrés au Front national sont parfaitement connus et identifiés », et il estime qu'il serait incompréhensible que le parti « ne coupe pas définitivement la branche pourrie des réseaux Vardon ».
Responsable du parti frontiste pour la première circonscription des Alpes-Maritimes, il est membre de l'équipe de campagne de Marine Le Pen pour l'élection présidentielle de 2017, au sein de la cellule « idées et images », dirigée par Sébastien Chenu et Philippe Olivier. Libération relève alors qu'il « semble désormais apprécié par Marine Le Pen, qui en a fait un membre important de son équipe de campagne ».
À l'automne 2017, il est nommé au bureau départemental FN des Alpes-maritimes, comme responsable du bassin niçois. BFM TV indique alors qu'il « incarne l'ascension du mouvement [identitaire] au sein du parti ». En mars 2018, à l'occasion du XVIe congrès du FN, il est élu au conseil national du parti (en 61e position) et intègre également le bureau national. Il est directeur adjoint de campagne du Rassemblement national pour les élections européennes de 2019 chargé de la direction de la communication, et figure en 33e position sur la liste du parti.
Pendant la campagne des élections municipales de 2020, il affirme que Marine Le Pen le classe au RN parmi les responsables ayant « une fibre sociale très développée ». Il s'engage notamment à ne pas tailler dans les dépenses sociales de Nice s'il est élu maire, contrairement à ce qui a été décidé dans d'autres municipalités frontistes.

#### Campagnes électorales
Lors des élections législatives de 2017, il est candidat dans la troisième circonscription des Alpes-Maritimes, face à l'élu sortant Rudy Salles. De la conférence de presse organisée par le candidat le 18 mai, le même quotidien retient, comme axes de sa campagne, les phrases : « Il faut une vraie opposition dans le pays. Une opposition patriotique, la plus ferme et la plus déterminée possible. Une opposition au nom de la sécurité, de l'identité, de la prospérité. Il faut rétablir l'ordre, éradiquer la menace islamiste ». Réunissant 21,25 % des suffrages exprimés, il est qualifié pour le second tour face à Cédric Roussel (REM) crédité de 31,91 % des voix. Au second tour, il obtient 39,16 % et Cédric Roussel l'emporte avec 60,84 %. D'après le Canard enchainé, il aurait négocié un accord avec Éric Ciotti. Alors qu'il devait initialement se présenter dans la première circonscription des Alpes-Maritimes face à celui-ci, il se serait reporté sur la troisième circonscription, où il bénéficie de la candidature d'un LR dissident affaiblissant Rudy Salles. Le FN parachute dans la première circonscription un inconnu, moins menaçant pour les autres candidats que le médiatique Philippe Vardon.
Il est tête de liste du RN à la mairie de Nice lors des élections municipales de 2020,. L'ancien maire de Nice Jacques Peyrat figure sur sa liste. Sa liste arrive en deuxième position au premier (16,7 % des voix) comme au second tour (21,4 %), à chaque fois derrière celle du maire LR sortant, Christian Estrosi, et devant celle de l’écologiste Jean-Marc Governatori.
En 2021, il est directeur de campagne de Thierry Mariani pour les élections régionales en Provence-Alpes-Côte d'Azur, lui-même étant en deuxième position sur la liste RN dans les Alpes-Maritimes. À l’issue du XVIIe congrès du RN qui se tient dans la foulée, il quitte le bureau national du RN : selon Le Monde, il « semble payer la défaite de [Mariani], qui est, lui, promu ».
StreetPress indique que « s’il ne participe pas à l’état-major de la campagne de 2022, il reste un cadre important du parti et compte bien placer ses hommes et lui-même aux législatives ».
Après avoir appelé à l'« union » entre le RN et Reconquête pour les élections législatives de 2022, il n'obtient pas l'investiture de son parti pour ce scrutin mais choisit tout de même de maintenir sa candidature. Le RN réagit en présentant un candidat contre lui. Sa candidature dans la troisième circonscription des Alpes-Maritimes est finalement soutenue par Reconquête, nouveau parti fondé par Éric Zemmour. Il est éliminé au premier tour avec 11 % des voix et appelle à voter pour Éric Ciotti (LR) au second tour. Il rejoint finalement Reconquête en novembre 2022.
En 2024, il dirige la campagne des élections européennes de Reconquête avec Marion Maréchal comme tête de liste, pour un salaire mensuel de 4 700 euros net + salariat de son frère + location d'un logement pour 1 581 euros. Il devient ensuite brièvement assistant parlementaire des députés IL, apparentés au RN à l'Assemblée, Thibaut Monnier, Anne Sicard et Eddy Casterman, avant que Marine Le Pen ne décide de l'écarter. En décembre 2024, Marion Maréchal confie la direction opérationnelle de son parti Identité-Libertés à Philippe Vardon.

#### Affaires judiciaires
En 2016, il est condamné à six mois de prison ferme pour sa participation à une bagarre en 2014 à Fréjus. En appel, en 2018, la peine est beaucoup moins lourde (750 euros d’amende), l'usage d'une arme en début d'altercation n’étant pas retenue.
Interrogé sur son tempérament, il assure dans un entretien accordé en 2020 : « J’ai eu une amende pour m’être défendu contre des types qui voulaient m’agresser devant mes enfants : je défendrai toujours ma famille. Ceux qui me connaissent savent que j’ai un tempérament assez calme. »
Le 4 mai 2017, il remporte, devant le tribunal correctionnel de Nice, un procès en diffamation en obtenant la condamnation de Patricia Balme  et du directeur de la publication d'iTélé — un « prétendu salut nazi » avait été évoqué par l'experte en communication politique au cours d'un débat télévisé.
En mai 2022, Philippe Vardon porte plainte contre Benoît Kandel, son opposant du Rassemblement national lors des élections législatives, à la suite de la diffusion par Benoît Kandel du courrier d'éviction du RN de Philippe Vardon, qui mentionne son adresse.

## Controverse
Philippe Vardon est soupçonné selon Libération d'avoir bénéficié d'un emploi de complaisance à la mairie de Fréjus dirigée par David Rachline, ayant été rémunéré, entre 2017 et 2020, 1 500 euros par mois pour une ou deux réunions mensuelles en tant que « conseil sur la stratégie éditoriale » du magazine communal.

## Ouvrages
- Éléments pour une contre-culture identitaire, Nice, IDées, 2011, 304 p. (ISBN 978-2-9531445-6-7).
- L'Imam Estrosi : demain à Nice, 20 mosquées ?, Nice, IDées, 2014, 126 p. (ISBN 979-10-92148-07-7).
- Militants : 14 histoires qui sentent la colle et le gaz lacrymo., Nice, IDées, 2014, 131 p. (ISBN 979-10-92148-05-3).